# Wiktor Abramek
Wiktor Jan Abramek (ur. 3 września 1947 r. w Różynie) – polski inżynier budownictwa, specjalizujący się w dynamice żelbetowych kominów przemysłowych; nauczyciel akademicki związany z Politechniką Opolską.

## Życiorys
W 1972 ukończył studia na Wydziale Budownictwa Wyższej Szkoły Inżynierskiej w Opolu, otrzymując dyplom magistra inżyniera budownictwa. Następnie podjął pracę na swojej macierzystej uczelni jako asystent. Kilka lat później podjął studia doktoranckie na Politechnice Wrocławskiej, pisząc pracę dyplomową pod kierunkiem prof. Oswalda Matei. W 1980 roku uzyskał stopień naukowy doktora nauk technicznych w zakresie budownictwa, a wraz z nim stanowisko adiunkta w Katedrze Konstrukcji Budowlanych i Inżynierskich WSI w Opolu (od 1996 roku pod nazwą Politechniki Opolskiej. Na uczelni tej piastował w latach 1999-2005 funkcję prodziekana do spraw studenckich, a od 2005 do 2008 roku prodziekana do spraw organizacyjnych Wydziału Budownictwa.
Jest autorem lub współautorem 58 publikacji naukowych i jednego patentu. Prowadził wykłady i ćwiczenia projektowanie z konstrukcji
betonowych. Poza opolską szkołą techniczną odbywał staże naukowe i zawodowe oraz współpracował z Centralnym Ośrodkiem Informatyki Górnictwa i Energetyki w Katowicach, Wojewódzkim Biurze Projektów Budownictwa Wiejskiego w Brzegu, biurze projektów w Monachium, Biurze Projektów i Dostaw Pieców Tunelowych w Gliwicach. Poza tym brał udział przy projektowaniu pierwszego na świecie, żelbetowego, sześcioprzewodowego komina Elektrowni Opole, o wysokości 250 m.
Posiada uprawnienia budowlane do projektowania w specjalności konstrukcyjno-budowlanej i jest rzeczoznawcą budowlanym w specjalnościach: budownictwo ogólne i konstrukcje betonowe. Aktywnie uczestniczy w pracach stowarzyszeń technicznych: Polskiego Związku Inżynierów i Techników Budownictwa oraz Polskiej Izby Inżynierów Budownictwa.
Jest żonaty i ma jedno dziecko.

## Odznaczenia
- Brązowy Krzyż Zasługi (2017)[4]